# Scuola di spie
Scuola di spie (Carve Her Name with Pride) è un film del 1958 diretto da Lewis Gilbert e basato sulla storia vera di Violette Szabo, eroina della resistenza francese.

## Trama
Londra, 1940. Violette Bushell, una ragazza inglese, va alla ricerca di avventure galanti in compagnia dell'amica Jennie Wilson, incontrata dopo tanto tempo sull'autobus. Al parco fanno la conoscenza di Etienne Szabo, un ufficiale francese della Legione straniera, che Violette invita a casa propria perché possa festeggiare il 14 luglio (festa nazionale francese) sentendosi in famiglia.
Violette ed Etienne s'innamorano subito e, dopo appena tre giorni, decidono di sposarsi. Prima di tornare al fronte, l'ufficiale esprime i propri sentimenti per lei in una poesia. Violette rimane incinta, ma la bambina non vedrà mai suo padre, morto nel frattempo a El Alamein.
Lo Special Operations Executive (SOE), dopo aver considerato la situazione di Violette, le propone di diventare un'agente segreta. La ragazza accetta e segue un duro addestramento, entrando fra i paracadutisti. Una volta pronta, le viene assegnata una missione di sabotaggio a cui partecipa anche Tony Fraser, membro di spicco dell'organizzazione, che si sente attratto da Violette.
La prima missione ha successo, ma nella seconda Violette viene catturata dai tedeschi, che la torturano cercando invano di ottenere informazioni. La ragazza ritrova in prigione Lillian e Denise, che avevano seguito con lei l'addestramento, ed insieme vengono deportate in un campo di concentramento.

## Produzione
Come indicato nei titoli di testa, il film è stato realizzato negli stabilimenti di Pinewood a Londra.

## Critica
Il Morandini commenta: «Curioso film che mescola toni di commedia leggera, romanticismo, analisi psicologica, azione, avventura, dramma, tragedia. V. McKenna e P. Scofield ottimi. Gli manca qualcosa per essere un film memorabile».